# ثقافة الأغذية العضوية
تشير ثقافة الأغذية العضوية إلى اتجاه اجتماعي وثقافي حديث، حيث صار هناك اهتمام متزايد بالأغذية العضوية بسبب ارتفاع التغطية الإعلامية عن الصحة وسلامة الأغذية والمخاطر البيئية لمبيدات الآفات.

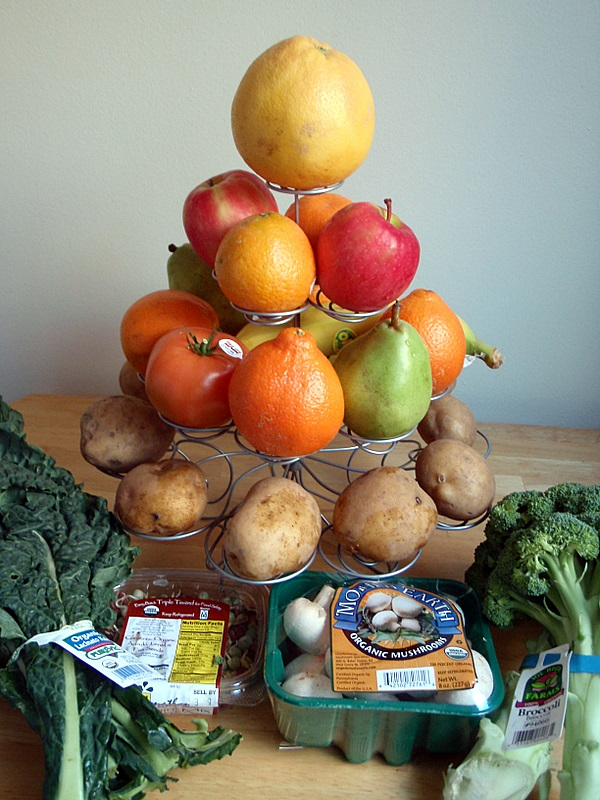
أغذية عضوية

هذا الاتجاه يعتبر الغذاء شرطا أساسيا للصحة، لكنه لا يهمل الجوانب الجمالية (الاهتمام بالجمال) أو الجوانب الممتعة للاستهلاك الغذائي.
هذا الاتجاه في الطريقة التي يأكل بها الناس تمس جوانب عديدة للمجال الاجتماعي والثقافي، مثل ممارسات السوق ومحتوى وسائل الإعلام عندما يتعلق الأمر بالغذاء، مما أدى إلى بعض المستجدات والتغييرات في هذه المجالات. لقد تغيرت السلوكيات المتعلقة باستهلاك الأغذية العضوية عالمياً، والتي يبدو أنها تؤثر على ثقافات الأغذية المحلية وفن التذوّق بالشكل التقليدي، ودمجهما أيضاً.